# Лмбатаванк
Лмбатаванк (арм. Լմբատավանք; также известный как церковь Святого Степаноса арм. Սուրբ Ստեփանոս եկեղեցի) — армянская церковь VII века, расположенная на склоне холма к юго-западу от города Артик в Ширакской области Армении. Посвящена святому Стефану Первомученику.

## История
Лмбатаванк был большим монастырским комплексом, но сохранилась только церковь.
В исторических хрониках нет сведений относительно периода, когда был основан монастырь. Но как показал археологический анализ, церковь Св. Степаноса была возведена в VI—VII вв.
В эпоху позднего средневековья Лмбатаванк был заброшен. В 1954 г. на территории монастыря и вокруг него проводились раскопки, во время которых были найдены постаменты хачкаров, могилы IX—X веков и остатки черепицы (изначально кровля церкви была выложена черепицей). В 1955—1955 гг. проводилась реконструкция стен, кровли и купола.

## Устройство комплекса
Построенная из гладко отесанного туфа церковь представляет собой небольшое сооружение крестово-купольного типа с восьмигранным куполом. Самые примечательные архитектурные элементы — главный алтарь без окна (имеющееся сегодня отверстие было сделано гораздо позднее), северное и южное крыло прямоугольной планировки и арки. Согласно сохранившимся надписям, купол церкви был отреставрирован в X веке.

## Фрески
Главная ценность монастыря Лмбатаванк — это сохранившиеся фрагменты уникальных фресок. Фрески церкви Св. Степаноса — это один из самобытных и наиболее ценных образцов армянской монументальной живописи эпохи раннего христианства. Известный библейский сюжет «Вознесение» трактуется армянскими мастерами как торжественное Богоявление. За основу этой трактовки взято видение пророка Иезекииля. В центре композиции изображение Иисуса Христа, окруженного символами небесных сил на фоне языков пламени (сохранилась только нижняя часть). В верхней части на арке в виде радуги изображен постамент украшенного жемчугами трона Иисуса Христа. По обе стороны от алтаря изображены направляющиеся к центру всадники — Св. Саргис и Св. Геворк. Примечательно, что под копытами их коней нет изображения злых духов. Предполагается, что в нижней части были изображены 12 апостолов и Богоматерь. Фрески выполнены в стиле линейной графики, но при этом они довольно яркие.

## Галерея
- Внешний вид
- Внешний вид
- Двери церкви
- Алтарь и купол
- Камни церкви
- История церкви